# Prosopis ferox
Prosopis ferox, llamado popularmente algarrobillo, algarrobo jujeño o churqui jujeño, es una especie arbórea perteneciente al género de fabáceas Prosopis. Se distribuye en el centro-sur de Sudamérica, en regiones de altitud del centro de Bolivia y del extremo noroeste de la Argentina. Habita en valles secos interandinos, prepuna y zonas repadas de la puna.  

## Descripción
Es un árbol espinoso, de unos 5 m de altura, con tronco corto pero ancho, de hasta 100 cm de diámetro. Las hojas son uniyugadas. El fruto es una legumbre que al madurar presenta una coloración amarillo-pajiza. Desarrolla sistemas radiculares profundos. Su madera es dura y durable.

## Taxonomía
Prosopis ferox fue descrito en el año 1879 por el botánico y fitogeógrafo alemán August Heinrich Rudolf Grisebach.
Etimología
Etimológicamente, el nombre genérico Prosopis proviene del griego antiguo y podría significar ‘hacia la abundancia’ ("pros" = ‘hacia’ y "Opis" = ‘diosa de la abundancia y la agricultura’). El nombre específico ferox es un epíteto latino que significa 'espinoso'.